# Felix Finkbeiner
Felix Maximilian Finkbeiner (* 8. října 1997 Mnichov) je německý environmentální aktivista.
V devíti letech začal po vzoru Wangari Maathaiové sázet stromy jako ochranu proti globálnímu oteplování. Rozhodl se zasadit milión stromů a vyzval vrstevníky, aby se k němu připojili. Založil organizaci Plant-for-the-Planet, která má sedmdesát tisíc členů po celém světě. V roce 2011 vystoupil před Valným shromážděním OSN. Byla mu udělena Sustainable Entrepreneurship Award a Záslužný řád Spolkové republiky Německo. Junior Chamber International ho v roce 2016 zařadila mezi deset vynikajících mladých osobností. Vydal knihu Alles würde gut a účinkoval v dokumentárním filmu Moře života.
Je absolventem Munich International School a mezinárodních vztahů na SOAS, University of London. Od roku 2018 studuje na doktorát u Toma Crowthera na Spolkové vysoké technické škole v Curychu.
Jeho otec Frithjof Finkbeiner je členem Římského klubu.